# Alaa Bakir
Alaa Hamad Bakir (* 15. Januar 2001 in Münster) ist ein jordanischer Fußballspieler. Er stand zuletzt von 2021 bis 2024 beim MSV Duisburg unter Vertrag und spielte von 2012 bis 2021 in der Jugend des BVB. Aktuell steht er beim FC Emmen unter Vertrag. 

## Spielerkarriere
Alaa Bakir spielte in seiner Heimatstadt Münster bis 2012 im Nachwuchs des Stadtteilvereins TSV Handorf, ehe er in das Leistungszentrum von Borussia Dortmund wechselte. Dort durchlief er die weiteren Altersklassen bis zur A-Junioren-Bundesliga. Noch als A-Jugendlicher gab er sein Seniorendebüt für Borussia Dortmund II, als er am 7. März 2020 im Regionalligaspiel beim SV Rödinghausen (0:2) zehn Minuten vor Spielende für Taylan Duman eingewechselt wurde. Im Juni 2020 saß er unter Lucien Favre bei einem Bundesligaspiel auf der Bank, wurde allerdings nicht eingewechselt.
In der folgenden Regionalligasaison gehörte der offensive Mittelfeldspieler Bakir zum Stammpersonal der Mannschaft von Trainer Enrico Maaßen und hatte seinen Anteil daran, dass die Dortmunder schließlich in die 3. Liga aufstiegen. Er verließ den Verein aber nach dem Aufstieg und schloss sich dem Drittligisten MSV Duisburg an. Für diesen absolvierte er sein erstes Profispiel am 8. August 2021. Trainer Pavel Dotchev bot ihn in der Startformation für die Partie gegen den TSV Havelse auf.

### Wechsel zum FC Emmen
Alaa Bakir hat einen Vertrag beim FC Emmen mit einer Laufzeit von zwei Jahren unterzeichnet, nachdem der MSV Duisburg aus der dritten Liga abgestiegen ist.

## Titel
- Meister der Regionalliga West und Aufstieg in die 3. Liga: 2021
- Deutscher A-Junioren-Meister: 2019
- Deutscher B-Junioren-Meister: 2018
- Meister der B-Junioren-Bundesliga West: 2018